# Sándor Reményik
Dans le nom hongrois Reményik Sándor, le nom de famille précède le prénom, mais cet article utilise l’ordre habituel en français Sándor Reményik, où le prénom précède le nom.
Sándor Remenyik ([ˈʃaːndoɾ], [ˈɾɛmeːɲik]), né le 30 août 1890 et décédé le 24 octobre 1941 à Kolozsvár, est une des grandes figures de la poésie hongroise de Transylvanie, de la période de l'entre-deux-guerres.

## Biographie
Sándor Remenyik est le fils de Károly Reményik, architecte, et de Mária Brecz, originaires de Dobsina et installés à Kolozsvár où Sándor naît en 1890. Il y commence des études de droit mais les interrompt en raison d'un problème de santé (une maladie de l'œil). Il vit de son héritage et de son activité littéraire. Il considérait les poètes comme les « architectes de l'âme ».
Ses premiers recueils sont Mindhalálig (« Jusqu'à la mort ») en 1918 et Végvári-versek (poèmes publiés sous le pseudonyme « Végvári ») 1918-1921. Ces poèmes lui confèrent une popularité précoce. Sa poésie arrive à son sommet dans les années 1920. Son œuvre est un fidèle reflet du « transylvanisme », et on y sent beaucoup aussi l'idéologie humaniste du poète. Il est rédacteur en chef de la revue Pásztortűz (« Feu de bergers ») depuis sa fondation en 1921.
Ses poèmes sont riches en images de la nature, sa poésie s'ouvre à des questions philosophiques, et l'humour y est aussi présent. Le symbolisme joue aussi un rôle très important dans ses poèmes. Il a su transcender ses souffrances personnelles pour en faire des trésors poétiques, et même si sa versification n'est pas celle des plus grands maîtres de la poésie hongroise, peu ont su transmettre idées élevées et nobles sentiments d'une voix aussi naturelle que lui.
Sur sa tombe au cimetière Hajongard (Házsongárd) à Cluj (Kolozsvár) figure un extrait de son poème Öröktűz (« Feu éternel », Végvári-versek) : Egy lángot adok, ápold, add tovább (« Je te donne une flamme, prends-en soin, transmets-la »).
Ses poèmes ont été traduits en de nombreuses langues: anglais, tchèque, français, polonais, allemand, italien, roumain, slovaque et suédois.

## Recueils de poèmes
- Fagyöngyök (1918)
- Mindhalálig (1918)
- Csak így... (1920)
- Végvári-versek (1921) - sur MEK
- Vadvizek zúgása (1921)
- A műhelyből (1924)
- Egy eszme indul (1925)
- Atlantisz harangoz (1927)
- Szemben az örökméccsel (1930)
- Kenyér helyett (1932)
- Romon virág (1935)
- Magasfeszültség (1940)
- Egészen (recueil posthume, 1942)

Voir aussi :
(hu) Poésie complète de Sándor Reményik sur site MEK (« Librairie électronique hongroise »)

## Sources
- (de) Cet article est partiellement ou en totalité issu de l’article de Wikipédia en allemand intitulé « Sándor Reményik » (voir la liste des auteurs).
- (hu) Romániai magyar irodalmi lexikon [« Encyclopédie de la littérature hongroise de Roumanie »] : Reményik Sándor